# Halsbandstimalia
Halsbandstimalia (Gampsorhynchus torquatus) är en fågel i familjen marktimalior inom ordningen tättingar.

## Utseende och läte
Halsbandstimalian är en udda, törnskatslik timalia med krokförsedd näbb. Kroppen är varmt smutsbrun och huvudet vitt. Vissa individer har bruna fläckar på hjässan. Fåglar i norra delen av utbredningsområdet har ett svart halsband som skiljer det vita huvudet från den bruna kroppen, därav namnet. Från flockar hörs ljudliga skallrande ljud.
Arten är mycket lik närbesläktade vithuvad timalia, men det vita på huvudet är tydligare avgränsat mot bröstet istället för att fortsätta ner mot buken. Den är vidare djupare brun, inte lika sandfärgad.

## Utbredning och systematik
Halsbandstimalia delas in i två underarter med följande utbredning:
- Gampsorhynchus torquatus saturatior – höglänta områden på Malackahalvön (södra Perak till södra Selangor)
- Gampsorhynchus torquatus torquatus – sydöstra Myanmar till sydöstra Yunnan, Thailand och norra Indokina

Vissa urskiljer även underarten luciae med utbredning från sydöstra Kina till nordöstra och centrala Laos och norra Vietnam.
Tidigare behandlades den som en del av vithuvad timalia (Gampsorhynchus rufulus) och vissa gör det fortfarande.

## Levnadssätt
Halsbandstimalian hittas i städsegröna skogar, ungskog och buskmarker och högt gräs vid skogskanter, särskilt i närheten av bambu. Den förekommer från 500 till 1800 meters höjd, i Vietnam ner till 50 meter. Den uppträder ofta i ljudliga flockar, födosökande relativt lågt, huvudsakligen i bambu, troligen på jakt efter ryggradslösa djur.

## Status
Arten har ett rätt stort utbredningsområde och beståndet anses stabilt. Internationella naturvårdsunionen IUCN listar den därför som livskraftig (LC).